# منتخب سنغافورة تحت 23 سنة لكرة القدم
منتخب سنغافورة تحت 23 سنة لكرة القدم (بالإنجليزية: Singapore national under-23 football team) هو ممثل سنغافورة الرسمي في المنافسات الدولية في كرة القدم في فئة كرة قدم تحت 23 سنة للرجال.